# John Petrucci
John Peter Petrucci (ur. 12 lipca 1967 w Nowym Jorku) – amerykański gitarzysta, kompozytor i producent muzyczny. Od 1985 roku członek amerykańskiej grupy progresywnometalowej Dream Theater, której był współzałożycielem.
W 2004 roku muzyk został sklasyfikowany na 27. miejscu listy 100 najlepszych gitarzystów heavymetalowych wszech czasów według magazynu Guitar World.

## Życiorys
Petrucci prowadzi stałą współpracę z magazynem Guitar World. Uczęszczał do znanej szkoły muzycznej Berklee College of Music w Bostonie. Aktualnie mieszka w Nowym Jorku z żoną Reną oraz trójką dzieci: SamiJo, Reny i Kiarą.
Wychowywał się na Long Island, a dokładniej w okolicy Kings Park, gdzie chodził do szkoły razem z Johnem Myungiem i Kevinem Moore'em. Rodzice Johna nie byli specjalnie uzdolnieni muzycznie, lecz jego rodzeństwo uczyło się gry na instrumentach. Jego starsza siostra ćwiczyła grę na fortepianie i organach, młodsza siostra – na klarnecie, zaś brat – na gitarze basowej. Pierwszy kontakt Petrucciego z gitarą miał miejsce, gdy ten miał 8 lat. Zauważył wtedy, że jego starsza siostra może później chodzić spać ze względu na lekcje gry na organach. Stracił zainteresowanie instrumentem, gdy okazało się, że jego zajęcia odbywają się wczesnym popołudniem, zaraz po szkole. Właściwy początek przygody z gitarą można datować na okres, gdy miał 12 lat. Jak sam mówi, wszystkie „dzieciaki z sąsiedztwa” na niej grały i „wydawało się to niezłą zabawą”. Nie bez znaczenia była tutaj również pasja do muzyki, którą zaraził się od starszej siostry.
Wśród twórców i zespołów, od których John czerpał swe wczesne inspiracje byli m.in. Yngwie Malmsteen, Iron Maiden, Randy Rhoads, Yes, Stevie Ray Vaughan. Był zafascynowany wysokim poziomem technicznym gry wielu z nich. Gdy w USA upowszechnił się nurt zwany thrash metalem, Petrucci interesował się twórczością zespołów takich jak Metallica czy Queensrÿche. Szybko jednak okazało się, że granie ich utworów nie sprawia trudności młodemu gitarzyście, skupił więc swoją uwagę na stylu gry takich wirtuozów, jak m.in. Steve Morse, Steve Vai, Joe Satriani, Mike Stern, Eddie Van Halen, Al di Meola, Alex Lifeson.
Właściwą edukację muzyczną rozpoczął w szkole średniej, gdzie dostał parę solidnych lekcji z dziedziny teorii muzyki. Następnie w Berklee College of Music studiował harmonię i kompozycję jazzową. Tam poznał Mike'a Portnoya i wraz z nim oraz Johnem Myungiem założyli zespół Majesty, później przemianowany na Dream Theater.

## Instrumentarium
Od 1999 roku gra na gitarze marki Music Man (współtworzoną z firmą Ernie Ball), na modelu sygnowanym jego nazwiskiem. Wcześniej używał gitar firmy Ibanez (również sygnowanych) opartych na seryjnym modelu RG. Niezależnie od producenta gitar Petrucci zawsze korzystał z przetworników firmy DiMarzio.
| Gitary - 1 Ernie Ball Musicman JP BFR Rubyburst Baritone - 1 Musicman JP BFR Walnutburst Baritone - 1 Musicman JP BFR Walnutburst 7 String - 1 Musicman JP BFR Blackburst 7 String - 1 Musicman JP BFR Tobaccoburst - 1 Musicman JP BFR 2006 Ltd. Edition Black w/Gold Hardware - 2 Musicman JP BFR Blackburst - 1 Musicman JP BFR Walnutburst - 1 Musicman JP BFR Rubyburst - 1 Musicman JP Blue Sparkle Doubleneck Wzmacniacze - 2 Mesa Boogie Mark V Amplifiers - 1 Mesa Boogie Lonestar Amplifier - Mesa Boogie 4x12 and 2x12 cabinets (głośniki Celestion Vintage 30) Struny gitarowe - Ernie Ball RPS 9 - gauges 9,11,16,24,32,42 - Ernie Ball RPS 10 - gauges 10,15,17,26,36,46 - Ernie Ball Super Slinky Acoustic strings Kostki gitarowe - Dunlop Jazz III picks Przetworniki - DiMarzio Air Norton - DiMarzio Steve's Special - DiMarzio D-Sonic - DiMarzio Virtual Paf - DiMarzio Virtual Hot Paf - DiMarzio Liquifire - DiMarzio Crunch Lab - DiMarzio Illuminator Bridge - DiMarzio Illuminator Neck - DiMarzio Liquifire 7 - DiMarzio Crunch Lab 7 - DiMarzio Illuminator 7 Bridge - DiMarzio Illuminator 7 Neck | Efekty gitarowe - 1 Korg DTR-1 Tuner - 1 Dunlop DCR-2SR rack Wah - 1 DBX 166XL Compressor/Noise Gate - 1 Mesa Boogie Amp Switcher - 1 Boss Keeley mod TR-2 Tremolo Pedal - 1 MXR EVH Flanger - 1 Ibanez Keeley mod Tube Screamer TS-9 Flexi - 1 MXR EVH Phase 90 - 1 Hermida Tech Zendrive - 1 Dunlop MXR Wylde Overdrive - 1 MXR Stereo Chorus - 1 Boss DS-1 Distortion pedal - 1 Eventide Timefactor Delay - 1 T.C. Electronics 2290 - 1 T.C. Electronics M3000 - 1 Eventide DSP7000 Harmonizer - 1 DMC Stereo Line Mixer - 1 Mesa Boogie Rectifier Power Amp - 1 Furman AC Line Regulator AR-Pro - 3 Axess Electronics CFX-4 Loop Switcher - 2 Axess Electronics GRX-4 Loop Switcher |

## Dyskografia
| John Petrucci - (2000) An Evening with John Petrucci and Jordan Rudess - (2005) Suspended Animation Joe Satriani, Steve Vai, John Petrucci - (2005) G3: Live in Tokyo | Jon Finn Group - (1998) Wicked Explorers Club - (1998) Age of Impact Jordan Rudess - (2001) Feeding the Wheel |

## Wideografia
John Petrucci
- Rock Discipline (1995, VHS; 2002, DVD)

Pozostałe
- (2005) Joe Satriani, Steve Vai, John Petrucci – G3: Live in Tokyo (DVD)